# Самойловка (Красноярский край)
Самойловка — село в Абанском районе Красноярского края России. Административный центр Самойловского сельсовета.

## История
Деревня Самойловка была основана в 1922 году. По данным 1929 года в деревне имелось 30 хозяйств и проживало 149 человек (в основном — русские). Функционировала лавка общества потребителей. Административно деревня являлась центром Самойловского сельсовета Абанского района Канского округа Сибирского края.

## География

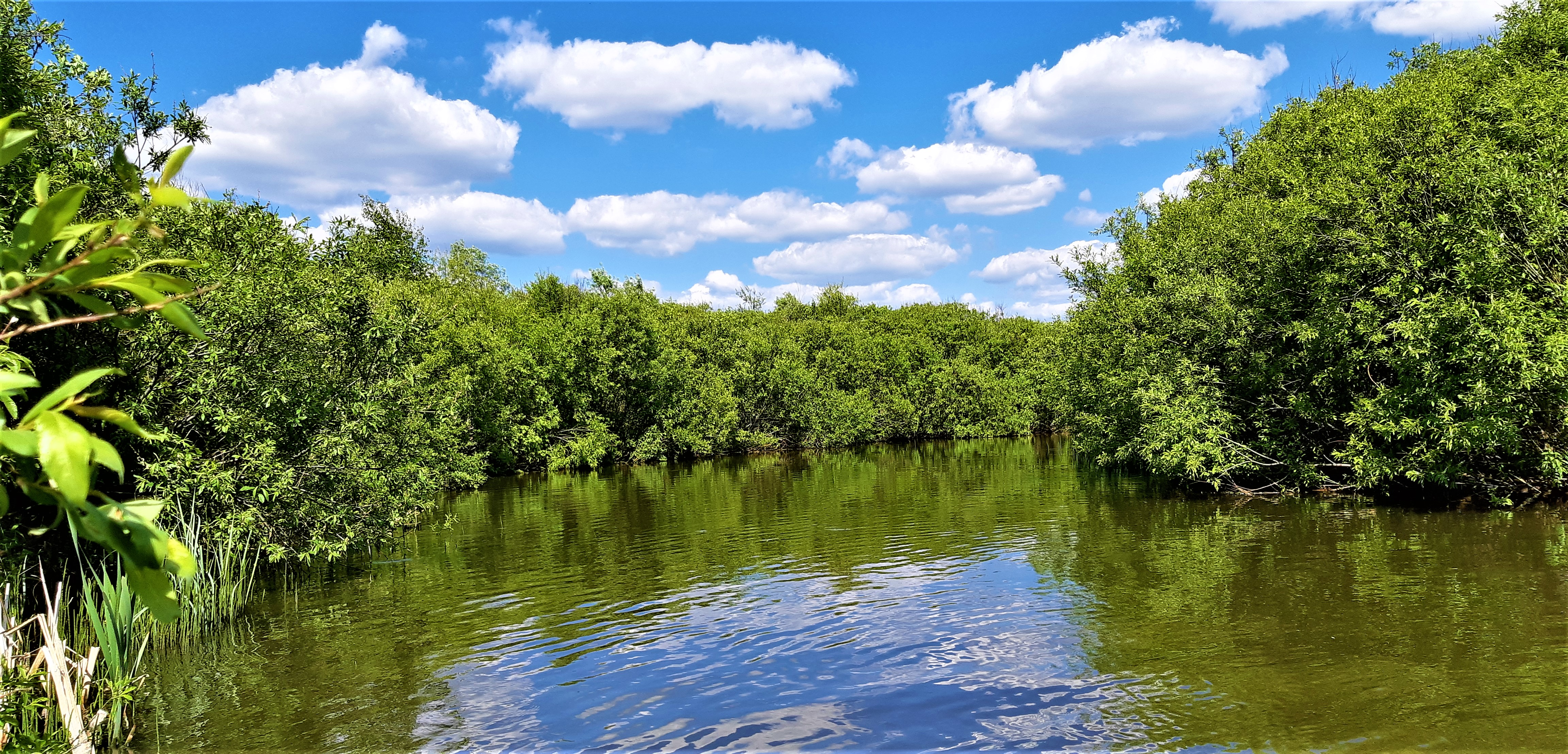
Река Абан

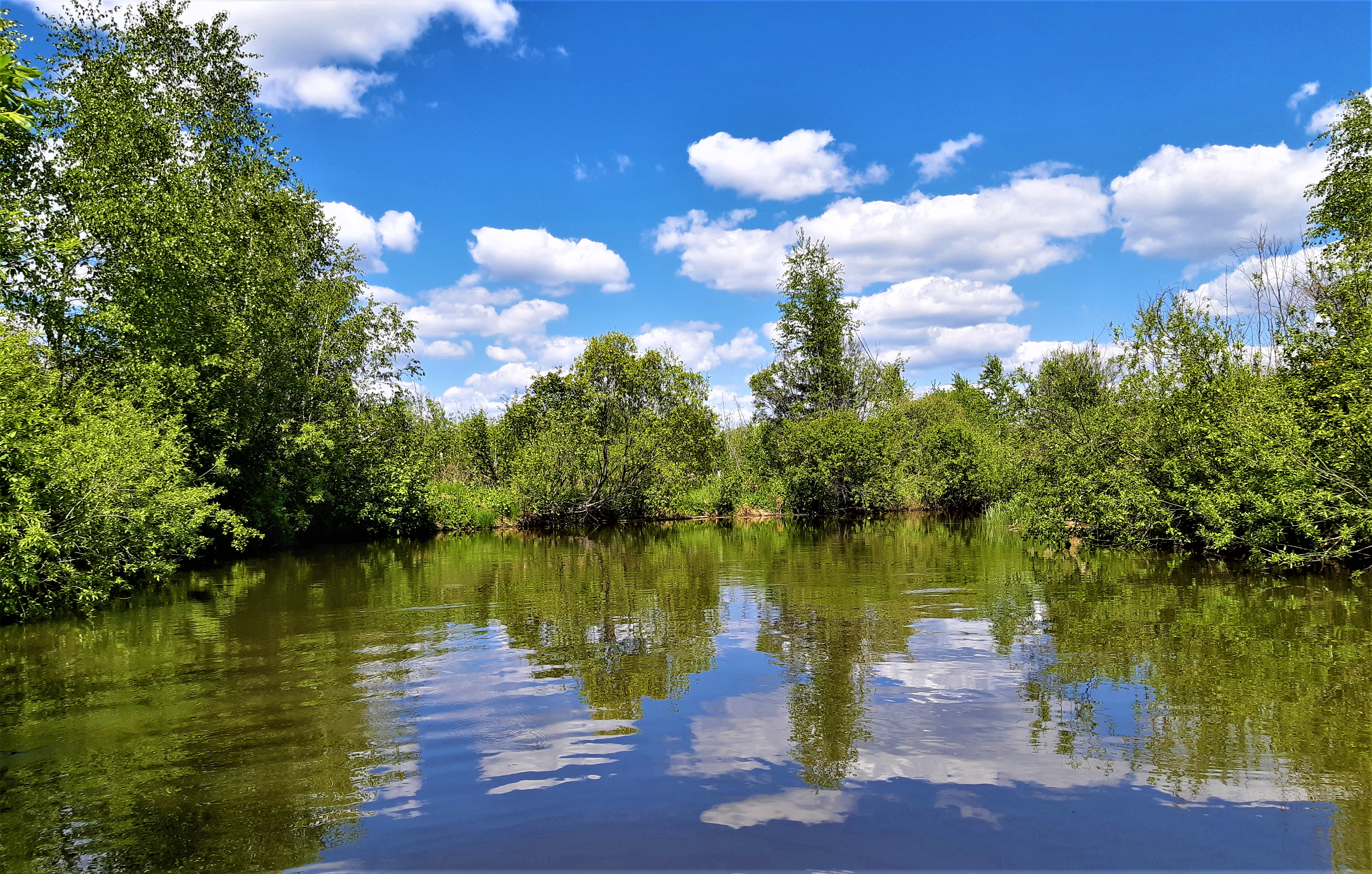
Река Абан

Село находится в западной части района, на левом берегу реки Абан, на расстоянии приблизительно 18 километров (по прямой) к северо-северо-западу (NNW) от посёлка Абан, административного центра района. Абсолютная высота — 212 метров над уровнем моря.

## Население
| 1926 | 1989 | 2002 | 2010 |
| ---- | ---- | ---- | ---- |
| 149  | ↗921 | ↘725 | ↘599 |

Гендерный состав
По данным Всероссийской переписи населения 2010 года 274 мужчины и 325 женщины из 599 чел.
Национальный состав
Согласно результатам переписи 2002 года, в национальной структуре населения русские составляли 92 %.

## Инфраструктура

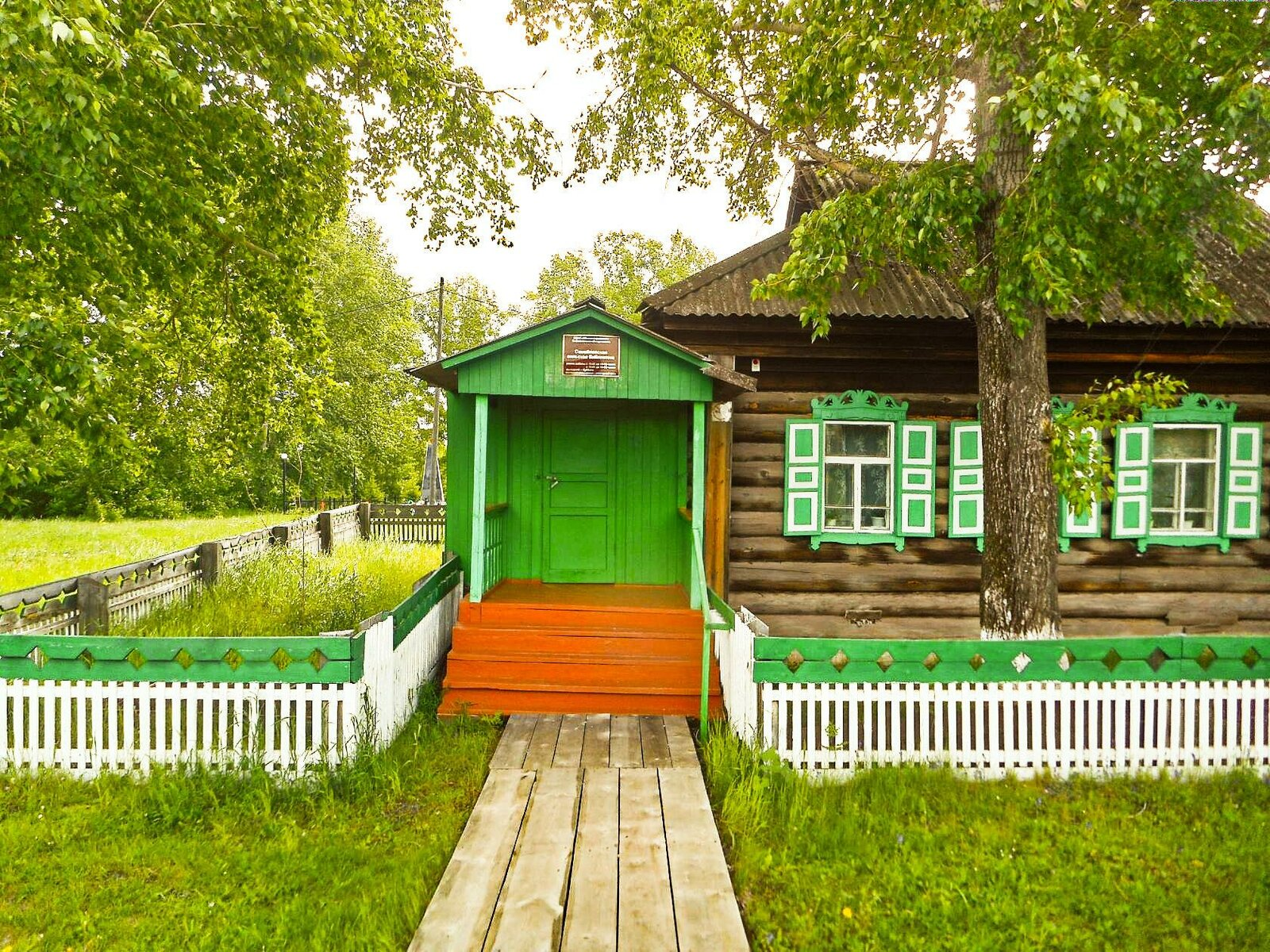
Самойловская общественная библиотека

В селе функционируют: дом культуры, средняя школа, детский сад, фельдшерско-акушерский пункт, фермерские хозяйства, библиотека, почтовое отделение, отделение связи, сельсовет, магазины (продуктовые и смешанные товары).
До Самойловки ходит общественный транспорт из районного центра посёлок Абан, три раза в день. Так же до Самойловки ездят такси от автовокзала Абан.

## Улицы
Уличная сеть села состоит из 10 улиц.

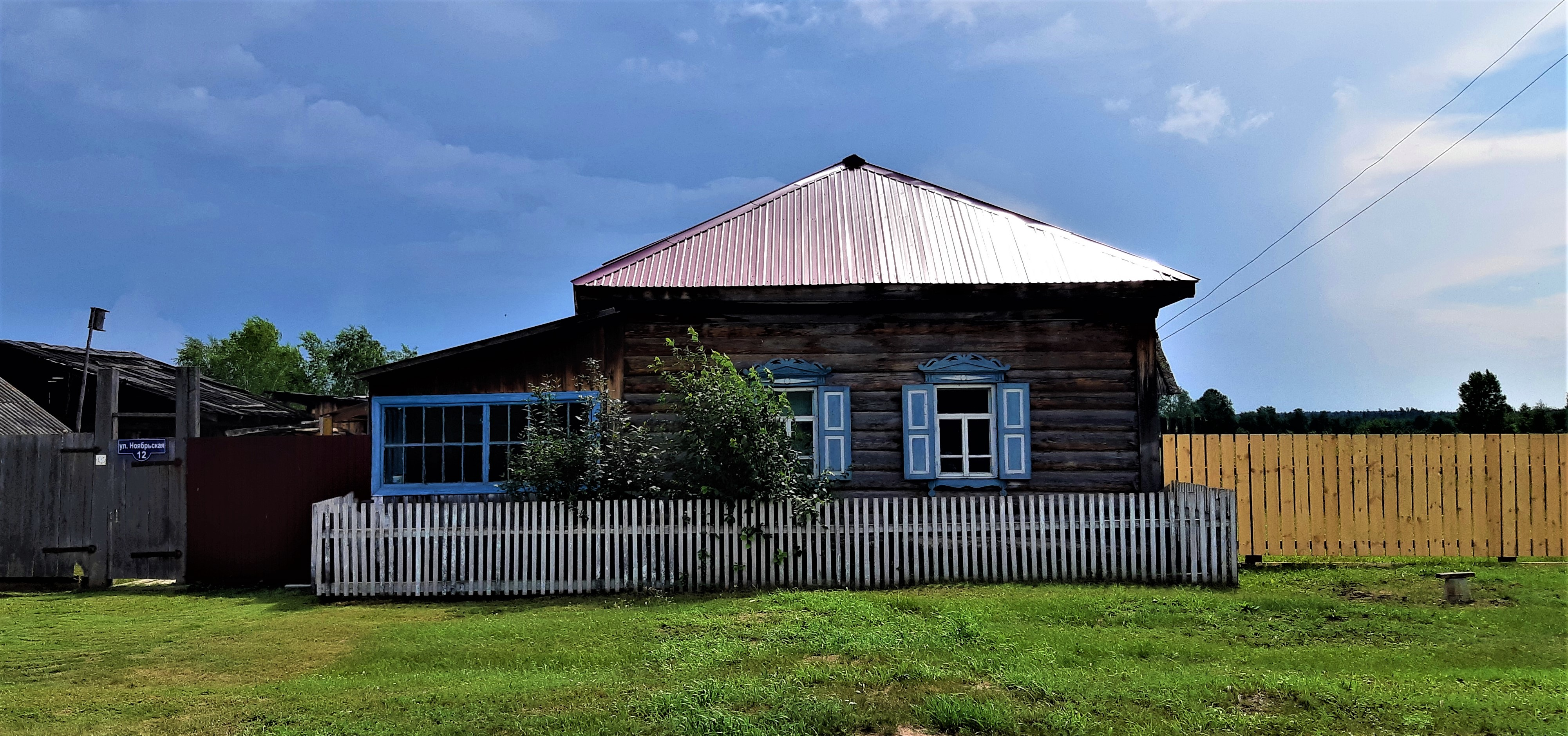
Самойловка, улица Ноябрьская

Береговая
Мира
Ноябрьская
Огнева
Октябрьская
Первого мая (1 Мая)
Победы
Пушкина
Советская